# NSB El 9 sorozat
Az NSB El 9 sorozat egy norvég Bo-Bo tengelyelrendezésű 15 kV, 16,7 Hz AC áramrendszerű villamosmozdony-sorozat volt. Az NSB üzemeltette. Összesen 3 db készült belőle a Norsk Elektrisk & Brown Boveri üzemében. A sorozatot 1989-ben selejtezték.